# ولس (شهر)
ولس (شهر) (به لاتین: Veles (city)) یک شهر در جمهوری مقدونیه است که در ولس مونیکیپلیتی واقع شده‌است.

## خصوصیات
ولس ۴۳٬۷۱۶ نفر جمعیت دارد.

## خواهرخوانده
شهر سیلیسترا خواهرخواندهٔ ولس (شهر) هست.